# Ptychandra mizunumai
Ptychandra mizunumai är en fjärilsart som beskrevs av Hayashi 1978. Ptychandra mizunumai ingår i släktet Ptychandra och familjen praktfjärilar. Inga underarter finns listade.